# Marcus Gongius Paternus Nestorianus
Marcus Gongius Paternus Nestorianus war ein im 2. Jahrhundert n. Chr. lebender Angehöriger des römischen Ritterstandes (Eques).
Durch eine Weihinschrift, die bei Bölcske gefunden wurde und die auf 198/199 datiert wird, ist belegt, dass Nestorianus Präfekt der Ala I Thracum Veterana war, die zu diesem Zeitpunkt in der Provinz Pannonia inferior stationiert war. Bei Bölcske wurden noch zwei weitere Inschriften gefunden, die Nestorianus errichten ließ.